# Lahirasso
Lahirasso est une localité située dans le département de Padéma de la province du Houet dans la région des Hauts-Bassins au Burkina Faso.

## Éducation et santé
Lahirasso accueille un centre de santé et de promotion sociale (CSPS).